# Trophée NHK 2023
 (novembre 2023).
Si vous disposez d'ouvrages ou d'articles de référence ou si vous connaissez des sites web de qualité traitant du thème abordé ici, merci de compléter l'article en donnant les références utiles à sa vérifiabilité et en les liant à la section « Notes et références ».
Navigation
Édition précédente Édition suivante
Le Trophée NHK (en japonais NHK杯国際フィギュアスケート競技大会, en anglais : NHK Trophy) est une compétition internationale de patinage artistique qui se déroule au Japon au cours de l'automne. Il accueille des patineurs amateurs de niveau senior dans quatre catégories: simple messieurs, simple dames, couple artistique et danse sur glace.
Le quarante-cinquième Trophée NHK est organisé du 24 au 26 novembre 2023 au Namihaya Dome de Kadoma dans la préfecture d'Osaka. Il est la sixième compétition du Grand Prix ISU senior de la saison 2023/2024.
Depuis le 1er mars 2022, l'Union internationale de patinage interdit aux patineurs artistiques et aux officiels de la fédération de Russie et de la Biélorussie de participer et d'assister à toutes les compétitions internationales en raison de l'invasion russe de l'Ukraine le 24 février 2022. Les athlètes russes et biélorusses ne peuvent donc participer à aucune épreuve du Grand Prix ISU 2023-2024, pour la deuxième année consécutive.

## Résultats

### Messieurs
| Rang | Nom                 | Pays       | Points | Programme court | Programme court | Programme libre | Programme libre |
| ---- | ------------------- | ---------- | ------ | --------------- | --------------- | --------------- | --------------- |
| 1    | Yuma Kagiyama       | Japon      | 288.39 | 1               | 105.51          | 2               | 182.88          |
| 2    | Shoma Uno           | Japon      | 286.55 | 2               | 100.20          | 1               | 186.35          |
| 3    | Lukas Britschgi     | Suisse     | 254.60 | 3               | 86.42           | 3               | 168.18          |
| 4    | Nika Egadze         | Géorgie    | 237.34 | 7               | 81.30           | 4               | 156.04          |
| 5    | Camden Pulkinen     | États-Unis | 229.32 | 4               | 86.40           | 8               | 142.92          |
| 6    | Gabriele Frangipani | Italie     | 227.15 | 8               | 78.20           | 6               | 148.95          |
| 7    | Deniss Vasiļjevs    | Lettonie   | 221.95 | 5               | 82.14           | 9               | 139.81          |
| 8    | Aleksandr Selevko   | Estonie    | 221.43 | 9               | 75.85           | 7               | 145.58          |
| 9    | Tatsuya Tsuboi      | Japon      | 216.62 | 12              | 64.63           | 5               | 151.99          |
| 10   | Luc Economides      | France     | 211.12 | 10              | 74.24           | 11              | 136.88          |
| 11   | Wesley Chiu         | Canada     | 209.16 | 11              | 72.02           | 10              | 137.14          |
| 12   | Mihhail Selevko     | Estonie    | 207.58 | 6               | 81.31           | 12              | 126.27          |

### Dames
| Rang | Nom                 | Pays         | Points | Programme court | Programme court | Programme libre | Programme libre |
| ---- | ------------------- | ------------ | ------ | --------------- | --------------- | --------------- | --------------- |
| 1    | Ava Ziegler         | États-Unis   | 200.50 | 5               | 62.04           | 1               | 138.46          |
| 2    | Lindsay Thorngren   | États-Unis   | 198.73 | 1               | 68.93           | 3               | 129.80          |
| 3    | Nina Pinzarrone     | Belgique     | 194.66 | 2               | 63.44           | 2               | 131.22          |
| 4    | Lee Hae-in          | Corée du Sud | 188.95 | 3               | 62.93           | 6               | 126.02          |
| 5    | Yuna Aoki           | Japon        | 184.46 | 8               | 58.28           | 5               | 126.18          |
| 6    | Anastasia Gubanova  | Géorgie      | 184.32 | 10              | 55.80           | 4               | 128.52          |
| 7    | Kim Ye-lim          | Corée du Sud | 183.19 | 7               | 59.33           | 7               | 123.86          |
| 8    | Mai Mihara          | Japon        | 172.64 | 4               | 62.82           | 9               | 109.82          |
| 9    | Wakaba Higuchi      | Japon        | 165.69 | 11              | 52.18           | 8               | 113.51          |
| 10   | Wi Seo-yeong        | Corée du Sud | 158.15 | 6               | 60.63           | 11              | 97.52           |
| 11   | Léa Serna           | France       | 156.04 | 9               | 56.85           | 10              | 99.19           |
| 12   | Lindsay van Zundert | Pays-Bas     | 125.82 | 12              | 43.46           | 12              | 82.36           |

### Couples
| Rang | Nom                                           | Pays       | Points | Programme court | Programme court | Programme libre | Programme libre |
| ---- | --------------------------------------------- | ---------- | ------ | --------------- | --------------- | --------------- | --------------- |
| 1    | Minerva Fabienne Hase / Nikita Volodin        | Allemagne  | 202.51 | 1               | 67.23           | 1               | 135.28          |
| 2    | Lucrezia Beccari / Matteo Guarise             | Italie     | 190.31 | 2               | 66.77           | 2               | 123.54          |
| 3    | Rebecca Ghilardi / Filippo Ambrosini          | Italie     | 186.47 | 4               | 62.98           | 3               | 123.49          |
| 4    | Anastasia Golubeva / Hektor Giotopoulos Moore | Australie  | 185.39 | 3               | 64.61           | 4               | 120.78          |
| 5    | Daria Danilova / Michel Tsiba                 | Pays-Bas   | 177.54 | 6               | 58.61           | 5               | 118.93          |
| 6    | Chelsea Liu / Balázs Nagy                     | États-Unis | 172.60 | 5               | 61.23           | 7               | 111.37          |
| 7    | Kelly Ann Laurin / Loucas Éthier              | Canada     | 160.79 | 7               | 49.18           | 6               | 111.61          |
| 8    | Yuna Nagaoka / Sumitada Moriguchi             | Japon      | 135.39 | 8               | 45.36           | 8               | 90.03           |

### Danse sur glace
| Rang | Nom                                  | Pays        | Points | Danse rythmique | Danse rythmique | Danse libre | Danse libre |
| ---- | ------------------------------------ | ----------- | ------ | --------------- | --------------- | ----------- | ----------- |
| 1    | Lilah Fear / Lewis Gibson            | Royaume-Uni | 215.19 | 2               | 84.93           | 1           | 130.26      |
| 2    | Charlène Guignard / Marco Fabbri     | Italie      | 214.56 | 1               | 85.27           | 2           | 129.29      |
| 3    | Allison Reed / Saulius Ambrulevičius | Lituanie    | 196.86 | 3               | 78.71           | 3           | 118.15      |
| 4    | Juulia Turkkila / Matthias Versluis  | Finlande    | 191.01 | 4               | 74.66           | 4           | 116.35      |
| 5    | Loïcia Demougeot / Théo le Mercier   | France      | 187.76 | 5               | 73.58           | 5           | 114.18      |
| 6    | Emily Bratti / Ian Somerville        | États-Unis  | 183.43 | 6               | 71.47           | 6           | 111.96      |
| 7    | Marie-Jade Lauriault / Romain Le Gac | Canada      | 176.26 | 7               | 71.35           | 7           | 104.91      |
| 8    | Lorraine McNamara / Anton Spiridonov | États-Unis  | 167.84 | 8               | 65.65           | 9           | 102.19      |
| 9    | Misato Komatsubara / Tim Koleto      | Japon       | 167.61 | 9               | 64.12           | 8           | 103.49      |

## Source
- (en) Résultats du Trophée NHK 2023 sur le site de l'ISU